# Alejo Fernández

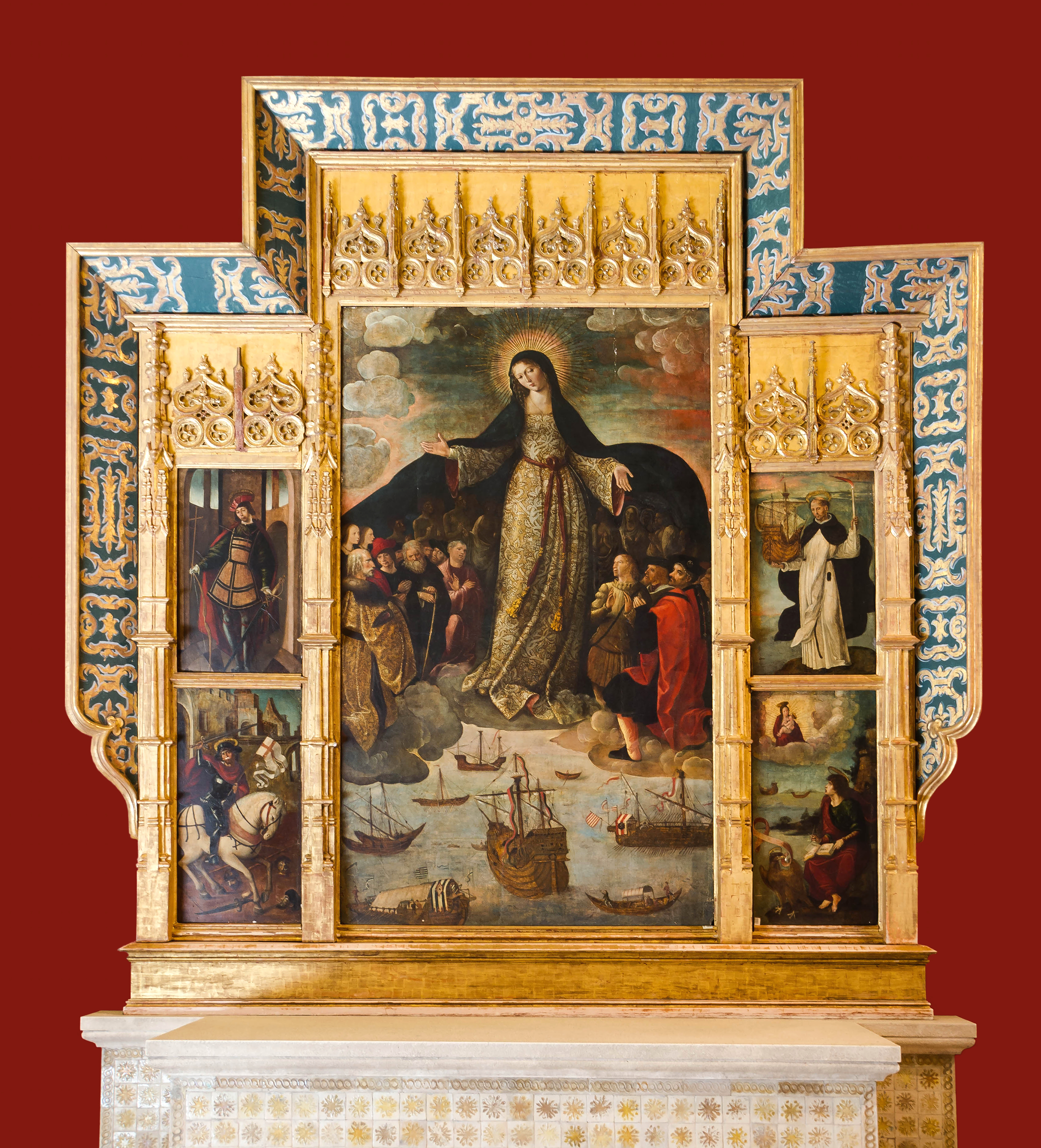
Retablo de la Virgen de los Navegantes, Capilla del cuarto del Almirante en el Alcázar de Sevilla.

Alejo Fernández (h. 1475 – 1545) fue un pintor del Renacimiento español, miembro de la escuela sevillana de pintura.

## Biografía
Pintor del renacimiento español con formación flamenca que trabajó entre Córdoba y Sevilla. Nació hacia 1475 en lugar desconocido, aunque se le atribuye origen alemán en un libro de cuentas de la Catedral de Sevilla.
Inició su carrera en Córdoba, donde permaneció hasta 1508, cuando se trasladó a Sevilla. Alejo mantuvo en Sevilla la misma línea que inició en Córdoba pese a las apariciones de nuevas corrientes y artistas como Pedro de Campaña y continuará con la introducción de arquitectura que ya venía sintiendo en su anterior producción. Destaca su acercamiento a una figura que gana dimensiones en la composición respecto a otros, todo fruto del avance de su estilo e influencias procedentes de Italia.
Probablemente murió en 1545 en Sevilla.

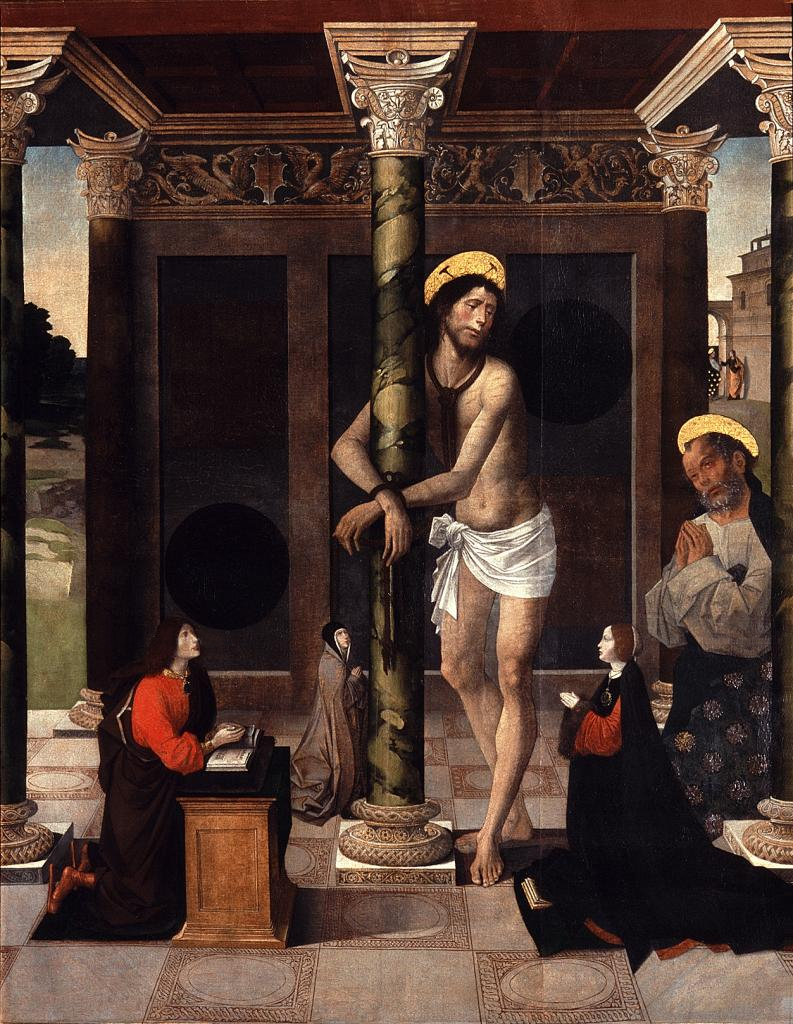
Cristo atado a la columna con San Pedro y donantes en el Museo de Bellas Artes de Córdoba.

## Estilo y obras

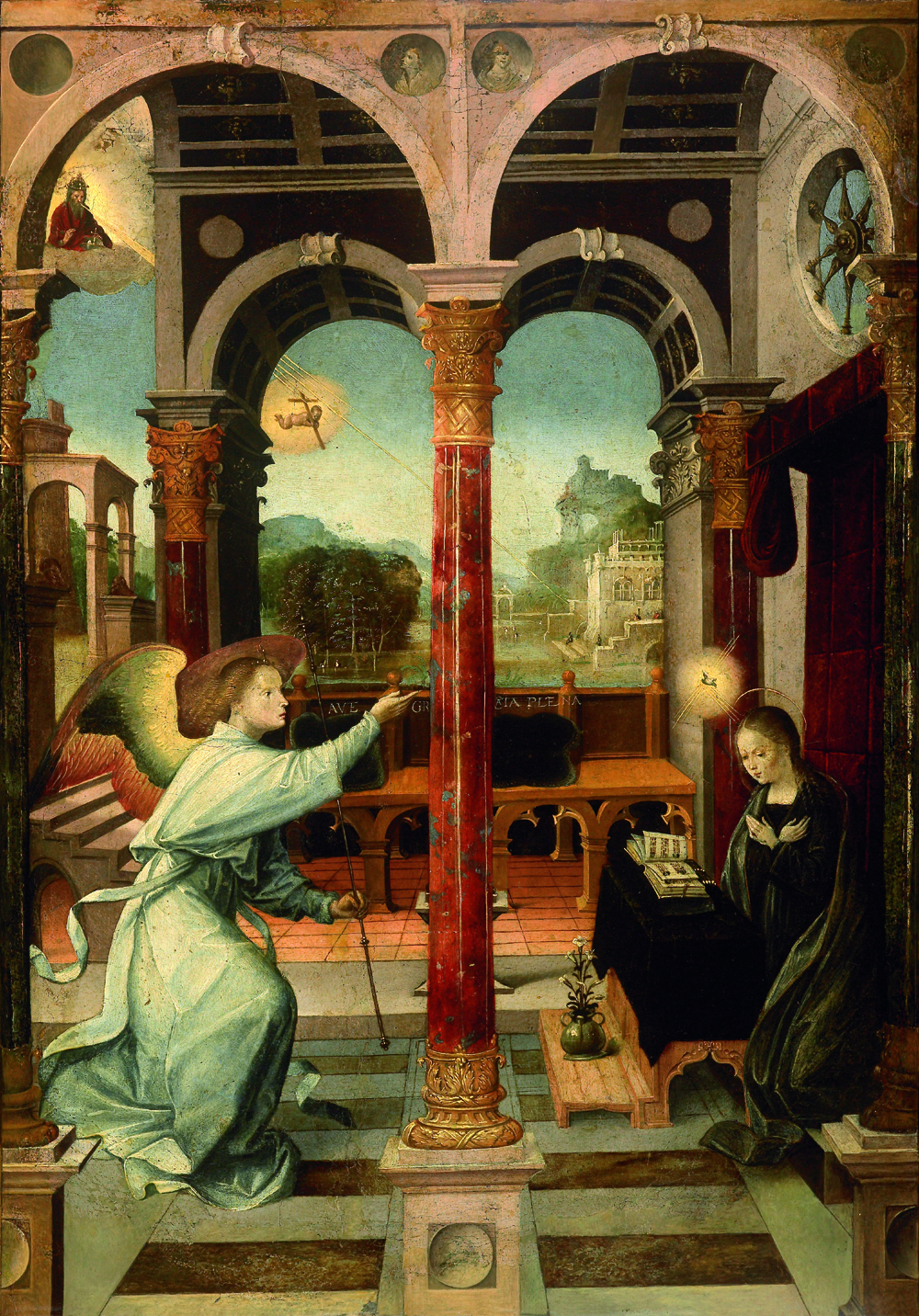
Anunciación de Alejo Fernández (Museo de Bellas Artes de Sevilla).

Formado en el estilo hispano-flamenco, lo modifica gracias a su conocimiento de la pintura renacentista italiana, especialmente de las escuelas del norte, como Lombardía y Umbría. A ello añade el estudio de estampas que circulaban por España, sobre todo alemanas, como las de Martin Schongauer. Su estilo marca toda una época de la pintura sevillana de transición al pleno Renacimiento, aunque por su tardía cronología los últimos años de su carrera coinciden con influencias del manierismo, y en especial del rafaelismo italiano en la pintura española, que dará paso en Sevilla al traído por Pedro de Campaña. La personalidad del maestro se confunde a veces con sus colaboradores e imitadores.
De su época cordobesa se conserva una serie de obras de gran importancia, entre las que destaca el Tríptico de la Cena (que se encuentra en El Pilar de Zaragoza), donde intenta crear amplias perspectivas por medio de elementos arquitectónicos, mostrando una gran preocupación espacial de raigambre italiana. También pertenecen a este momento el Cristo atado a la columna (Museo de Bellas Artes de Córdoba), y la Flagelación (Museo del Prado), en las que, en los mismos escenarios de elegante amplitud, introduce figuras de brazos delgados y quebrados ropajes, de un estilo todavía gótico y de evidentes resabios flamencos. En su obra de época cordobesa, hay que destacar también La Anunciación (Museo de Bellas Artes de Sevilla).
En 1508 se traslada a Sevilla, a petición del Cabildo, para trabajar en el retablo de la Catedral de Sevilla, del cual trazó y pintó varias tablas, pero no llegó a concluir la obra. Las tablas realizadas (1508-1510) se encuentran actualmente expuestas en la Sacristía de los Cálices de esta catedral y fueron en total cuatro: Abrazo de San Joaquín y Santa Ana, Nacimiento de la Virgen, Adoración de los Reyes y Presentación en el Templo. En este conjunto se puede apreciar un momento crítico en su evolución; así la Presentación en el Templo sigue manteniendo la preocupación por las perspectivas arquitectónicas, pero en las otras tres escenas es la figura humana la protagonista. Son de destacar los nobles rostros de San Joaquín y Santa Ana. La tabla que representa la Adoración de los Reyes Magos acusa una notable influencia de Quintín Metsys. Esta obra para la catedral sevillana le abre las puertas del ambiente artístico de la ciudad, en la que crea una auténtica escuela de colaboradores e imitadores de su estilo.
Hacia 1525, pinta el retablo de Maese Rodrigo, personaje de gran importancia en Sevilla por su fundación del colegio de Santa María de Jesús, que sería el origen de la Universidad Literaria de Sevilla. La pintura está dedicada a la Virgen de la Antigua, de gran devoción en Sevilla, a la que acompañan los cuatro padres de la Iglesia occidental, con Maese Rodrigo ofreciéndole el edificio del Colegio, y rematada por la escena de Pentecostés. Las perspectivas italianas están encuadradas en un retablo cuyo cuerpo es todavía de estilo gótico.
En la serie de sus retablos sobresalen los realizados para Sancho de Matienzo, canon de la catedral y tesorero de la Casa de Contratación. Don Sancho mandó construir en su tierra natal (Valle de Mena) un convento para Franciscanas Concepcionistas, en el que descansarían sus restos, y para el cual Alejo Fernández pintó el retablo mayor dedicado a la Concepción, representando El Abrazo de San Joaquín y Santa Ana (que simbolizaba en esta época la Concepción de la Madre de Dios), las escenas de la Anunciación y el Nacimiento a los lados y un Calvario como remate. Además de esta obra, realizó para la misma iglesia un retablo lateral. Todo este conjunto pereció incendiado en 1936.
Indudablemente las obras más populares de Alejo Fernández son las de tema mariano; y entre éstas destacan la Virgen de la Rosa y la Virgen de los Navegantes, ambas conservadas en Sevilla. En la Virgen de la Rosa (Santa Ana de Triana) dos ángeles descorren un cortinaje para mostrarnos a la Virgen María que muestra cierta influencia de Metsys con recuerdos del cuatrocentismo florentino. La Virgen de los Navegantes es la más popular de sus obras (1531-1536). Fue pintada para el retablo de la capilla de la Casa de Contratación de las Indias, en el Real Alcázar de Sevilla, lugar donde se conserva. La escena se divide en dos partes: abajo se representa el mar surcado por navíos, elemento que supone una novedad dentro de la tradición; en la parte superior la Virgen acoge bajo su manto una serie de devotos personajes, retratos de personas sobresalientes en la empresa de la conquista de América. Entre ellos, y en primer término a la izquierda, se identifica a Cristóbal Colón.